# Hyalurga peritta
Hyalurga peritta är en fjärilsart som beskrevs av Erich Martin Hering 1925. Hyalurga peritta ingår i släktet Hyalurga och familjen björnspinnare. Inga underarter finns listade i Catalogue of Life.